# Поянху
Поянху́ (Поян, кит. трад. 鄱陽湖, упр. 鄱阳湖, пиньинь Póyáng Hú) — крупнейшее или второе по величине в Китае пресноводное озеро, расположено в провинции Цзянси на правом берегу реки Янцзы. С рекой озеро соединено протокой, поэтому служит естественным регулятором стока. В зависимости от сезона площадь озера изменяется от 2,7 (зимой) до 5 тыс. км² (летом).
Наибольшая глубина — 25,1 м.
На озере живут полмиллиона перелётных птиц. Через него проходят пути миграции стерхов, 90 % из них остаются здесь на зимовку.

## Экология
С 2002 года на озере действует запрет на ловлю рыбы.
В 2007 были высказаны опасения, что населяющие озеро беспёрые морские свиньи могут разделить участь вымершего речного дельфина. Всего в Китае живёт около 1400 особей, 700—900 из которых обитают в Янцзы, а другие 500 — в озёрах Поянху и Дутин. Размер популяции в 2007 году сократился в два раза относительно 1997 года и уменьшается дальше на 7,3 % в год.
Неблагоприятными факторами для морских свиней в озере Поянху является интенсивное судоходство и добыча песка.
Добыча песка стала одним из ведущих индустрий в районе озера за последние несколько лет. Но большая концентрация подобных проектов привела к очень неблагоприятным последствиям для местной фауны. Вымывание песка делает воду озера мутной, поэтому морским свиньям приходится полагаться на свои способности по гидролокации. Большие корабли проплывают по озеру два раза в минуту, что сильно затрудняет процесс обнаружения пищи.

## Озеро в истории
В 1363 году произошло сражение на озере Поянху, одно из крупнейших озёрных сражений за всю историю.